# アモス・コレック

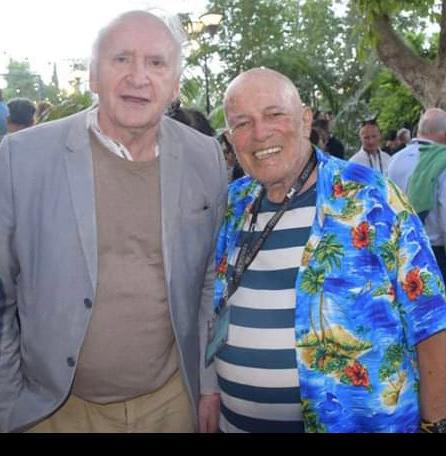
左がアモス・コレック氏

アモス・コレック（Amos Kollek, 1947年 - ）はイスラエル出身の映画監督、脚本家、小説家。

## 略歴
エルサレム生まれ。父親は長年エルサレムの市長を務めたテディ・コレック。
ヘブライ大学で学ぶ。脚本家として働いた後、映画監督に転向。イスラエル、アメリカやフランスで映画製作をしている。

## 主な監督作品
- ウーマン・イン・ニューヨーク Forever, Lulu (1985)
- 38口径の賭け High Stakes (1989)
- ファストフード・ファストウーマン Fast Food Fast Women (2000)
- Bridget ブリジット Bridget (2002)
- オドレイ・トトゥ in ハッピーエンド Nowhere to Go But Up (2003)
- Restless (2008)

## 参照
1. ↑  New York Times bio